# Arquidiócesis de Tijuana
La arquidiócesis de Tijuana (en latín: Archidioecesis Tigiuanaënsis) es una circunscripción eclesiástica de la Iglesia católica en México. Se trata de una arquidiócesis latina, sede metropolitana de la provincia eclesiástica de Tijuana. Desde el 16 de junio de 2016 su arzobispo es Francisco Moreno Barrón.

## Territorio y organización
La arquidiócesis tiene 3821 km² y extiende su jurisdicción sobre los fieles católicos de rito latino residentes en 3 municipios del estado de Baja California: Playas de Rosarito, Tecate y Tijuana.
La sede de la arquidiócesis se encuentra en la ciudad de Tijuana, en donde se halla la Catedral santuario de Nuestra Señora de Guadalupe.
La arquidiócesis tiene como sufragáneas a las diócesis de: Ensenada, La Paz en Baja California Sur y Mexicali.
En 2020 en la arquidiócesis existían 101 parroquias.

## Historia
Los primeros misioneros en llegar a la península de California fueron los jesuitas Juan María de Salvatierra y Francisco Píccolo, quienes el 19 de octubre de 1697 desembarcaron en una playa conocida como San Dionisio, en donde improvisaron una capilla y colocaron una cruz y la imagen de la Virgen de Loreto poniendo de esta forma la primera piedra del catolicismo en Baja California. Ese año fundaron la misión de Loreto, punto de partida para la evangelización de toda California, tanto mexicana como estadounidense. En el siglo XVIII se erigieron las misiones de Santa Gertrudis (1752), San Francisco Borja (1762) y Santa María (1767), que hoy se ubican en territorio de la arquidiócesis de Tijuana.
En 1768 los jesuitas fueron expulsados de Nueva España por orden del rey Carlos III de España. Las misiones californianas pasaron a manos de los franciscanos, quienes sin embargo se interesaron principalmente por el norte de California, gracias en particular a la labor misionera de Junípero Serra. Por esta razón las misiones de la península de California fueron cedidas a los dominicos, quienes llegaron a Loreto en 1773.
Mientras las misiones del norte de California florecían y se multiplicaban, las del sur de California sufrían la situación política de la primera mitad del siglo XIX y la crisis de la orden dominicana: en 1855, en todas las misiones del sur de California, sólo había 2 sacerdotes dominicos.
El 27 de abril de 1840 el papa Gregorio XVI erigió la diócesis de California, con sede en Santa Bárbara. Sin embargo, tras el Tratado de Guadalupe Hidalgo de 1848, California quedó dividida entre México y Estados Unidos. El Gobierno mexicano se opuso a que la California mexicana fuera gobernada por un obispo extranjero e impidió al obispo José Sadoc Alemany y Conill ejercer su jurisdicción sobre Baja California. Esta fue entregada bajo administración primero a José María González Rubio, vicario de Alemany y mexicano de nacimiento, y luego, en 1853, a los arzobispos de México.
El 23 de marzo de 1855 la Santa Sede nombró a Juan Francisco Escalante y Moreno, obispo titular de Anastasiópolis, como primer vicario capitular de Baja California. Fijó su sede en La Paz, en donde inició la construcción de la iglesia de Nuestra Señora de la Paz, hoy catedral de la diócesis de La Paz en Baja California Sur, falleció en abril de 1872 y fue enterrado en la iglesia que construyó.
Le sucedió el carmelita Ramón María de San José Moreno y Castañeda, obispo titular de Eumenia, quien sufrió varias persecuciones por parte de las autoridades civiles: fue encarcelado dos veces, sufrió tres atentados contra su vida y finalmente fue expulsado del país.
Las misiones de la California mexicana prosperaron en la parte centro-sur de la península, mientras que la parte norte fue evangelizada por sacerdotes misioneros provenientes de diversas partes, entre los que se destacaron: Antonio Ubach, sacerdote de la diócesis de Monterey, quien por muchos años fue el único sacerdote que operó en el territorio de la actual arquidiócesis de Tijuana; el dominico alemán William Dempflin y su hermano James Reginald Newell, misioneros itinerantes entre distintos pueblos del norte de Baja California; y los sacerdotes diocesanos Luciano Osuna, Celso García y Guillermo Luis Dye. Luciano Osuna construyó la primera iglesia en Tijuana en 1888 y los primeros bautismos registrados en la zona datan de 1894.
El 20 de enero de 1874 se erigió oficialmente el vicariato apostólico de Baja California con el breve Quod Catholici nominis del papa Pío IX, obteniendo el territorio de la arquidiócesis de México.
Cuando el franciscano Buenaventura del Purísimo Corazón de María Portillo y Tejeda, obispo titular de Tricca y sucesor de Ramón María de San José Moreno y Castañeda, fue trasladado a Chilapa, la Santa Sede ya no nombró vicarios apostólicos para Baja California, cuya sede permaneció vacante durante casi 40 años.
La sede quedó bajo administración a los obispos de Sonora, mientras que en 1891 el vicariato apostólico pasó a formar parte de la provincia eclesiástica de la arquidiócesis de Durango. En 1895 la Santa Sede confió la administración del vicariato apostólico al Colegio de los Misioneros de los Santos Pedro y Pablo de Roma. Finalmente, a finales de 1939 el vicariato fue confiado a los Misioneros del Espíritu Santo.
El 12 de diciembre de 1909 se inauguró en Tijuana la nueva iglesia de Nuestra Señora de Guadalupe, en el sitio donde hoy se ubica la catedral de la arquidiócesis.
Salvo el breve interludio entre 1921 y 1922, durante el cual el vicariato apostólico estuvo gobernado por Silvino Ramírez y Cuera, obispo titular de Verinópolis, la sede permaneció sin dirección hasta 1948, año en que fue nombrado Alfredo Galindo Mendoza.
Con la llegada de los Misioneros del Espíritu Santo en 1939, el vicariato apostólico experimentó una nueva juventud. Se abrieron nuevas misiones y se construyeron nuevas iglesias, especialmente en el norte, en Tijuana, Mexicali y Ensenada, en 1940-1949. El superior de los Misioneros del Espíritu Santo, Felipe Torres Hurtado, trasladó la sede del vicariato apostólico de La Paz a Ensenada y luego, en 1944, a Tijuana. Se estableció en Ensenada el Seminario Misional de Nuestra Señora de La Paz, inaugurado oficialmente el 8 de diciembre de 1940; fue trasladado a Tijuana en 1946. Nuevas congregaciones religiosas, especialmente femeninas, abrieron sus casas en la península californiana, contribuyendo enormemente a la evangelización del vicariato apostólico.
El 13 de julio de 1957 el vicariato apostólico de Baja California fue dividido en dos, con la erección de la prefectura apostólica de La Paz en Baja California (hoy diócesis). El mismo día, en virtud del decreto Cum propter de la Congregación de Propaganda Fide, asumió el nombre de vicariato apostólico de Tijuana.
El 13 de junio de 1963 el vicariato apostólico fue elevado a diócesis con la bula Pro apostolico munere del papa Pablo VI. La nueva diócesis originalmente perteneció a la provincia eclesiástica de la arquidiócesis de Hermosillo.
El 25 de marzo de 1966 cedió una porción de su territorio para la erección de la diócesis de Mexicali mediante la bula Qui secum del papa Pablo VI.
El 4 de marzo de 1967, con la carta apostólica Lauretanae Virgini, el papa Pablo VI proclamó a la Santísima Virgen María de Loreto como patrona principal de la diócesis.
El 25 de noviembre de 2006, con la bula Mexicani populi del papa Benedicto XVI, se constituyó la provincia eclesiástica de Baja California con la elevación de la diócesis de Tijuana al rango de arquidiócesis metropolitana, a la que pertenecen las diócesis de La Paz en Baja California del Sur. y Mexicali.
El 26 de enero de 2007 la arquidiócesis cedió una parte de su territorio para la erección de la diócesis de Ensenada mediante la bula Venerabiles Fratres del papa Benedicto XVI.
Actualmente el arzobispo es Francisco Moreno Barrón. En 2014 se celebraron las bodas de oro de la arquidiócesis.

## Estadísticas
Según el Anuario Pontificio 2021 la arquidiócesis tenía a fines de 2020 un total de 2 386 400 fieles bautizados.
| Año                                                                             | Población            | Población | Población      | Sacerdotes | Sacerdotes    | Sacerdotes    | Bautizados por sacerdote | Diáconos permanentes | Religiosos | Religiosos | Parroquias |
| Año                                                                             | Bautizados católicos | Total     | % de católicos | Total      | Clero secular | Clero regular | Bautizados por sacerdote | Diáconos permanentes | Varones    | Mujeres    | Parroquias |
| ------------------------------------------------------------------------------- | -------------------- | --------- | -------------- | ---------- | ------------- | ------------- | ------------------------ | -------------------- | ---------- | ---------- | ---------- |
| 1950                                                                            | 285 000              | 300 000   | 95.0           | 43         | 12            | 31            | 6627                     |                      | 53         | 170        | 21         |
| 1965                                                                            | 625 000              | 650 000   | 96.2           | 80         | 52            | 28            | 7812                     |                      | 37         | 449        | 24         |
| 1970                                                                            | 508 250              | 535 000   | 95.0           | 43         | 43            |               | 11 819                   |                      |            | 297        | 27         |
| 1976                                                                            | 675 000              | 730 000   | 92.5           | 90         | 55            | 35            | 7500                     | 2                    | 47         | 356        | 25         |
| 1980                                                                            | 965 000              | 1 057 000 | 91.3           | 82         | 53            | 29            | 11 768                   | 2                    | 40         | 335        | 34         |
| 1990                                                                            | 1 788 000            | 1 925 000 | 92.9           | 150        | 97            | 53            | 11 920                   | 2                    | 108        | 388        | 47         |
| 1999                                                                            | 2 778 420            | 2 985 767 | 93.1           | 204        | 134           | 70            | 13 619                   | 2                    | 156        | 562        | 82         |
| 2000                                                                            | 2 570 000            | 2 770 000 | 92.8           | 214        | 137           | 77            | 12 009                   | 4                    | 151        | 586        | 85         |
| 2001                                                                            | 2 600 888            | 2 800 888 | 92.9           | 212        | 134           | 78            | 12 268                   | 12                   | 182        | 521        | 88         |
| 2002                                                                            | 2 631 377            | 2 894 514 | 90.9           | 215        | 140           | 75            | 12 238                   | 12                   | 136        | 520        | 93         |
| 2003                                                                            | 2 475 397            | 2 912 232 | 85.0           | 221        | 142           | 79            | 11 200                   | 12                   | 148        | 548        | 97         |
| 2004                                                                            | 2 755 776            | 2 900 000 | 95.0           | 260        | 182           | 78            | 10 599                   | 11                   | 161        | 575        | 106        |
| 2010                                                                            | 2 170 000            | 2 284 000 | 95.0           | 214        | 150           | 64            | 10 140                   | 11                   | 125        | 430        | 95         |
| 2014                                                                            | 2 245 000            | 2 363 000 | 95.0           | 221        | 158           | 63            | 10 158                   | 10                   | 115        | 435        | 99         |
| 2017                                                                            | 2 316 860            | 2 439 400 | 95.0           | 234        | 159           | 75            | 9901                     | 26                   | 115        | 464        | 99         |
| 2020                                                                            | 2 386 400            | 2 512 650 | 95.0           | 228        | 161           | 67            | 10 466                   | 20                   | 111        | 478        | 101        |
| Fuente: Catholic-Hierarchy, que a su vez toma los datos del Anuario Pontificio. |                      |           |                |            |               |               |                          |                      |            |            |            |

## Episcopologio
- Juan Francisco Escalante y Moreno † (23 de marzo de 1855-2 de abril de 1872 falleció)
- Ramón María de San José Moreno y Castañeda, O.Carm. † (22 de diciembre de 1873-22 de septiembre de 1879 nombrado obispo de Chiapas)
- Buenaventura del Purísimo Corazón de María Portillo y Tejeda, O.F.M. † (9 de marzo de 1880-25 de septiembre de 1882 nombrado obispo de Chilapa)
  - Sede vacante (1882-1921)
- Silvino Ramírez y Cuera † (26 de mayo de 1921-15 de septiembre de 1922 falleció)
  - Sede vacante (1922-1948)
- Alfredo Galindo Mendoza, M.Sp.S. † (9 de diciembre de 1948-21 de marzo de 1970 retirado)[nota 1]
- Juan Jesús Posadas Ocampo † (21 de marzo de 1970-28 de diciembre de 1982 nombrado obispo de Cuernavaca)
- Emilio Carlos Berlie (3 de junio de 1983-15 de marzo de 1995 nombrado arzobispo de Yucatán)
- Rafael Romo Muñoz (13 de enero de 1996-16 de junio de 2016 retirado)
- Francisco Moreno Barrón, desde el 16 de junio de 2016